# Danilo Gentili
Danilo Gentili Júnior ComMJK (Santo André, 27 de setembro de 1979) é um comediante, apresentador, escritor, cartunista, repórter, publicitário, ator e empresário brasileiro. Gentili é reconhecido como um dos precursores e idealizadores do movimento do stand-up comedy no Brasil. Nos palcos, foi membro do Clube da Comédia Stand-Up e criou o Comédia ao Vivo. Na televisão, ganhou projeção nacional como repórter do programa humorístico CQC, exibido na Band. No mesmo canal, criou e apresentou o Agora É Tarde entre 2011 e 2014. Em 2016 apresentou o reality Entubados, no Sony Channel, e A História Bêbada (versão brasileira de Drunk History), no Comedy Central.
Ao longo de sua carreira publicou quatro livros. O primeiro, Como se Tornar o Pior Aluno da Escola, foi lançado em 2009 e ganhou uma adaptação para o cinema lançada em outubro de 2017. O segundo livro, Politicamente Incorreto, foi inspirado no show de stand-up homônimo e acabou virando uma série de TV. O seu terceiro livro, A Vida e Outros Detalhes Insignificantes, é uma coletânea de piadas de seus shows de stand-up, e por fim, Droodles, seu último lançamento, no qual inclui os desenhos (droodles) que faz parte de um quadro de seu programa no SBT.
Em 2014 Danilo mudou-se com a equipe do Agora É Tarde para o SBT, onde passou a apresentar o The Noite com Danilo Gentili, exibido de segunda a sexta-feira. O late-night aumentou significativamente os índices de audiência da emissora, despertando o interesse das redes Record e SBT. Danilo já atuou como cartunista e colunista da edição brasileira na Revista Mad, além de ter mantido uma coluna no Metro Jornal do Grupo Bandeirantes de Comunicação. Teve uma rápida passagem como colunista do Jornal da Manhã, noticiário matinal da rádio Jovem Pan.
No cinema atuou em filmes como Mato sem Cachorro e Superpai, e, como dublador nas animações As Aventuras de Paddington e BugiGangue no Espaço. O comediante também atuou no filme baseado no seu livro Como se Tornar o Pior Aluno da Escola, no qual também participou da sua produção e roteirização. Seu último projeto no cinema foi a criação e produção de Os Exterminadores do Além Contra a Loira do Banheiro, filme aclamado internacionalmente na crítica de horror.

## Biografia
Danilo Gentili Junior é filho caçula de Guiomar Pereira do Nascimento, assistente social aposentada, nascida na cidade mineira de Bueno Brandão, e de Danilo Gentili, técnico de máquina de escrever nascido em Botucatu, no interior paulista. Ulderico Gentili, avô paterno de Danilo Junior, era italiano, um pintor de arte sacra que imigrou para o Brasil durante a Segunda Guerra Mundial, estabelecendo-se no interior de São Paulo.
Danilo Júnior cresceu em um cortiço no Parque das Nações, bairro de classe média baixa de Santo André, na Região Metropolitana de São Paulo, local em que viveu até se mudar para a capital paulista, quando já estava no meio artístico, envolvido com o gênero comédia. Na época de escola, sofreu 64 advertências, seis suspensões e uma expulsão. Aos quatorze anos se converteu ao protestantismo. Aos dezoito perdeu o pai, que teve um ataque cardíaco. Seis meses depois, Karina Gentili, sua irmã mais velha, faleceu em um acidente de carro. Em 2023, revelou ter sido diagnosticado tardiamente com transtorno do espectro autista.

## Carreira

### Início da vida profissional
Danilo Gentili formou-se em 2003, no curso de Comunicação Social - Publicidade e Propaganda da UniABC. Em 2006, passou a integrar o espetáculo de stand-up comedy, o Clube da Comédia Stand-Up, local que lhe deu a oportunidade de ingressar na comédia. Ainda em 2006, fundou o Comédia ao Vivo, local que abre espaço para comediantes. Marcio Ribeiro, Dani Calabresa, Luiz França e Fábio Rabin faziam parte do elenco. Danilo também transitou por grandes festivais e eventos como o Comédia em Pé, no Rio de Janeiro, o Risadaria e o Risorama, mostra oficial de humor do Festival de Teatro de Curitiba, o maior acontecimento público da comédia nacional.

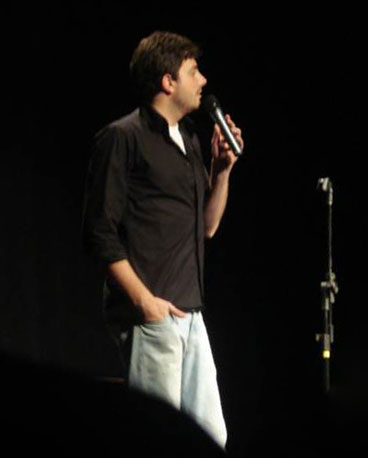
Danilo Gentili durante apresentação no Comédia ao Vivo em 2008

Danilo é também cartunista e chargista. Manteve uma coluna às segundas-feiras em um dos jornais de maior tiragem do país, o Metro Jornal. Em 2008, foi premiado como o "Paulistano do Ano" pela revista Veja e foi colaborador de uma das revistas de maior circulação nacional, a Mad, publicada pela Panini Comics sob licença da DC Comics.

### 2008–2010:CQC, showPoliticamente IncorretoeComedians
Após algumas incursões na televisão, principalmente em entrevistas e em vinhetas da MTV, foi selecionado em 2008, para participar do programa de humor Custe o Que Custar (CQC), da Band. No teste para ingressar no programa, deixou o cantor Agnaldo Timóteo escandalizado com suas colocações despropositadas, o que lhe valeu o cargo. No programa, tornou-se rapidamente destaque graças ao quadro Repórter Inexperiente, em que se passava por um novato que só fazia perguntas confusas. O quadro, que era temporário, acabou fazendo grande sucesso e fez com que a emissora efetivasse o comediante no elenco do programa. Com o término do quadro Repórter Inexperiente, o humorista destacou-se no CQC em matérias nas ruas e principalmente na área política. A primeira vez que o programa visitou o Congresso Nacional foi com Danilo Gentili, que foi expulso por fazer perguntas diretas e sarcásticas, o que lhe rendeu o título de "terror dos políticos". Eles tentavam evitar serem ridicularizados ao se deparar com perguntas do repórter em que eram confrontados com verdades que os espectadores gostariam de lhes falar pessoalmente.

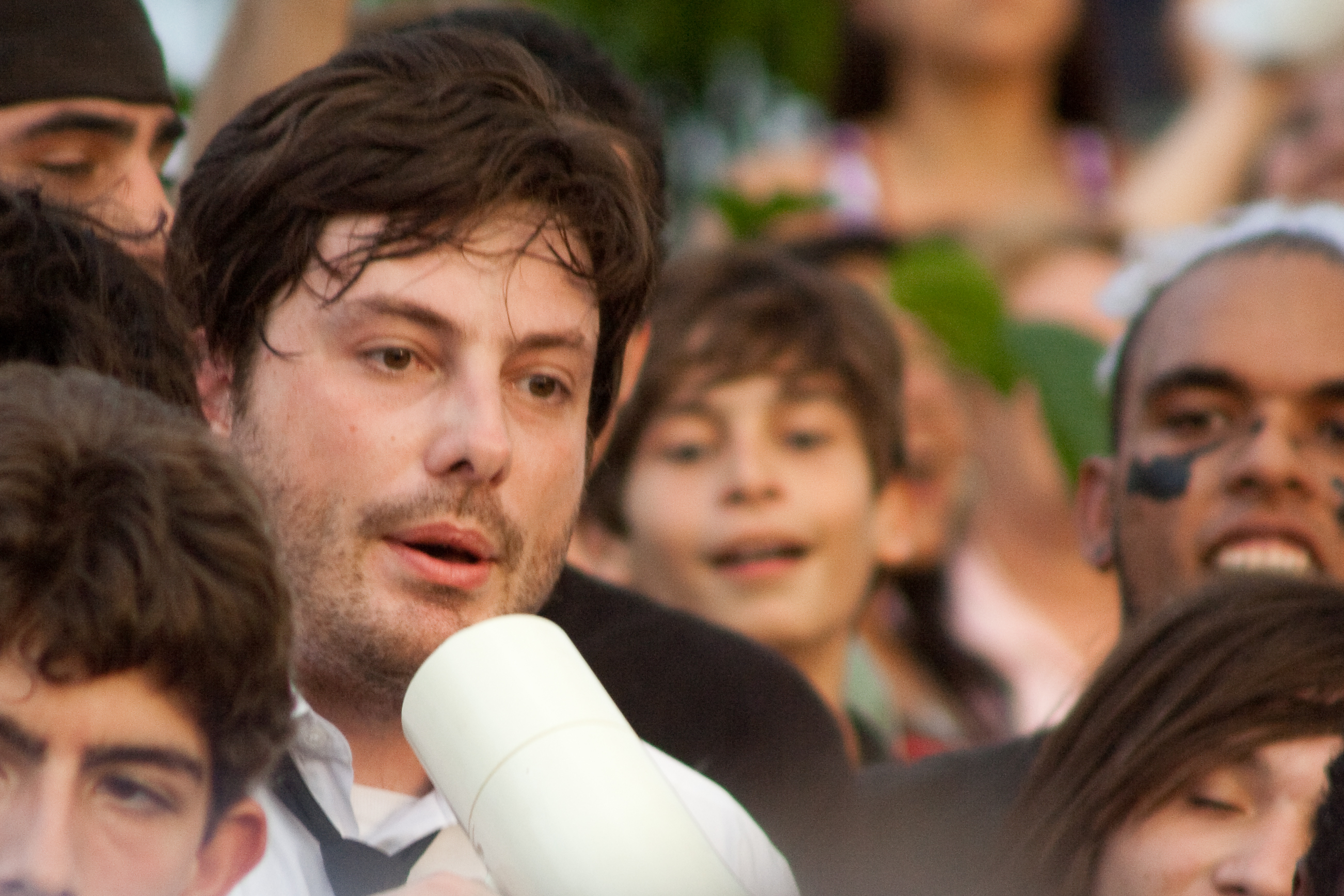
Danilo Gentili em gravação para o CQC em 2009

Chegou a ser expulso do Senado após questionar o senador Renan Calheiros: "Você no Conselho de Ética é o mesmo que Fernandinho Beira-Mar no ministério antidrogas?". Foi repórter no quadro Proteste Já, chegando a ser agredido por guardas em São Bernardo do Campo e por funcionárias na cidade de Analândia. Protagonizou casos antológicos, como a denúncia do esquema de desvio de doações na prefeitura de Barueri, com o caso do GPS num televisor. Em dezembro de 2009, é lançado pela editora Panda Books seu primeiro livro, Como se Tornar o Pior Aluno da Escola. No livro é ensinado, passo a passo, como uma pessoa se tornar o pior aluno em uma escola. O livro recebeu um selo de "recomendado para maiores de dezoito anos". A medida foi tomada pela Panda Books depois que pais de adolescentes que compraram o livro fizeram uma reclamação anônima ao Ministério Público, dizendo que o conteúdo da publicação poderia ser maléfico aos estudantes. A editora foi chamada para prestar esclarecimentos e acatou a recomendação de colocar o selo indicativo nos livros. Mesmo com este selo de aviso, Danilo revelou no programa Roberto Justus + que esta medida só havia deixado o livro com um atrativo a mais para os jovens e ironizou dizendo "foi aí que a molecada quis comprar!!!".

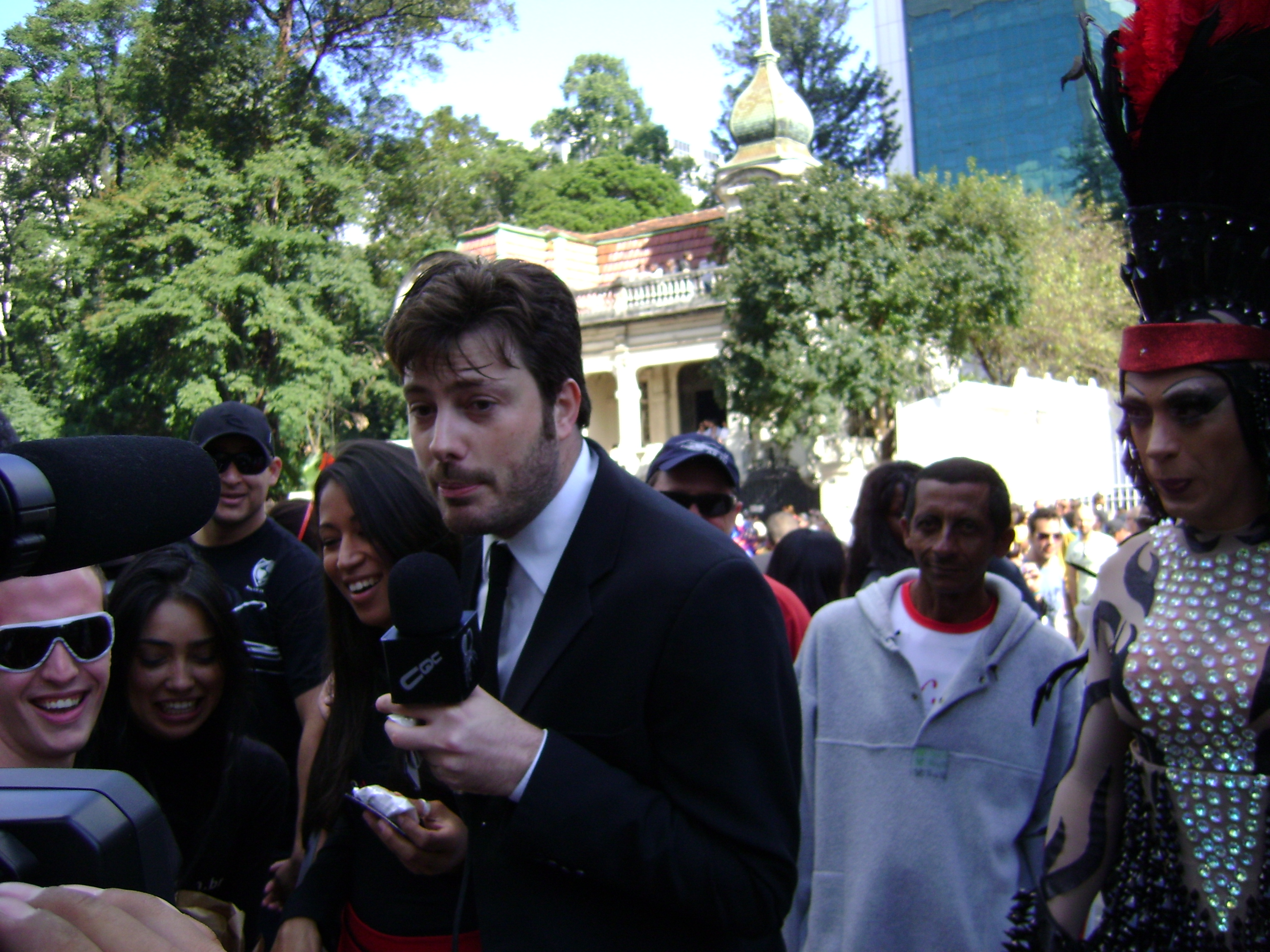
Danilo Gentili na cobertura do CQC na Parada do orgulho LGBT de São Paulo, em 2009.

Também em 2009, Danilo Gentili, junto com o chefe de roteiro do CQC, Alex Baldin, cria um projeto de um programa do gênero late-night talk show e o apresenta para a direção da Band. Como condição para que o seu contrato fosse renovado com a emissora, o comediante colocou como exigência a gravação do piloto do talk show no contrato. Os primeiros pilotos do novo programa foram gravados em 2010 e a Eyeworks, empresa que produz o CQC, foi contratada para fazer o mesmo com o talk show de Danilo.
Em agosto de 2010, ao lado de seu colega de comédia, Rafinha Bastos, e do produtor Ítalo Gusso, tornou-se empresário ao fundar o Comedians Comedy Club na Rua Augusta, localizada na Região Central de São Paulo. Foi um dos primeiros lugares lançados no Brasil com atrações de stand-up comedy, recebendo comediantes já consagrados e revelações do gênero, tendo como molde as tradicionais casas americanas do gênero. O clube funcionava durante todas as noites da semana, mas encerrou suas atividades devido à pandemia. No dia 1 de outubro de 2010, véspera da eleição presidencial foi proibido de fazer piadas sobre candidatos na tevê, e o humorista transmitiu pela web o Politicamente Incorreto, primeiro solo de stand-up político do país com transmissão ao vivo e gratuita. Mais de 1,2 milhão de pessoas assistiram ao show transmitido pelo portal UOL. O show foi lançado em DVD e em audiolivro. No mesmo ano, Danilo lançou o seu segundo livro, também chamado de Politicamente Incorreto. Assim como no show Politicamente Incorreto, no livro, Danilo Gentili critica e faz piadas ácidas sobre todos os partidos, a situação política no Brasil e do descaso com a população. Partindo da premissa que o brasileiro tem memória curta, o comediante não poupa Fernando Collor, José Sarney, PC Farias, Dilma Rousseff, José Serra entre tantos outros políticos no seu livro.

### 2011: saída doCQC, Comedy Central Apresenta e Agora É Tarde.

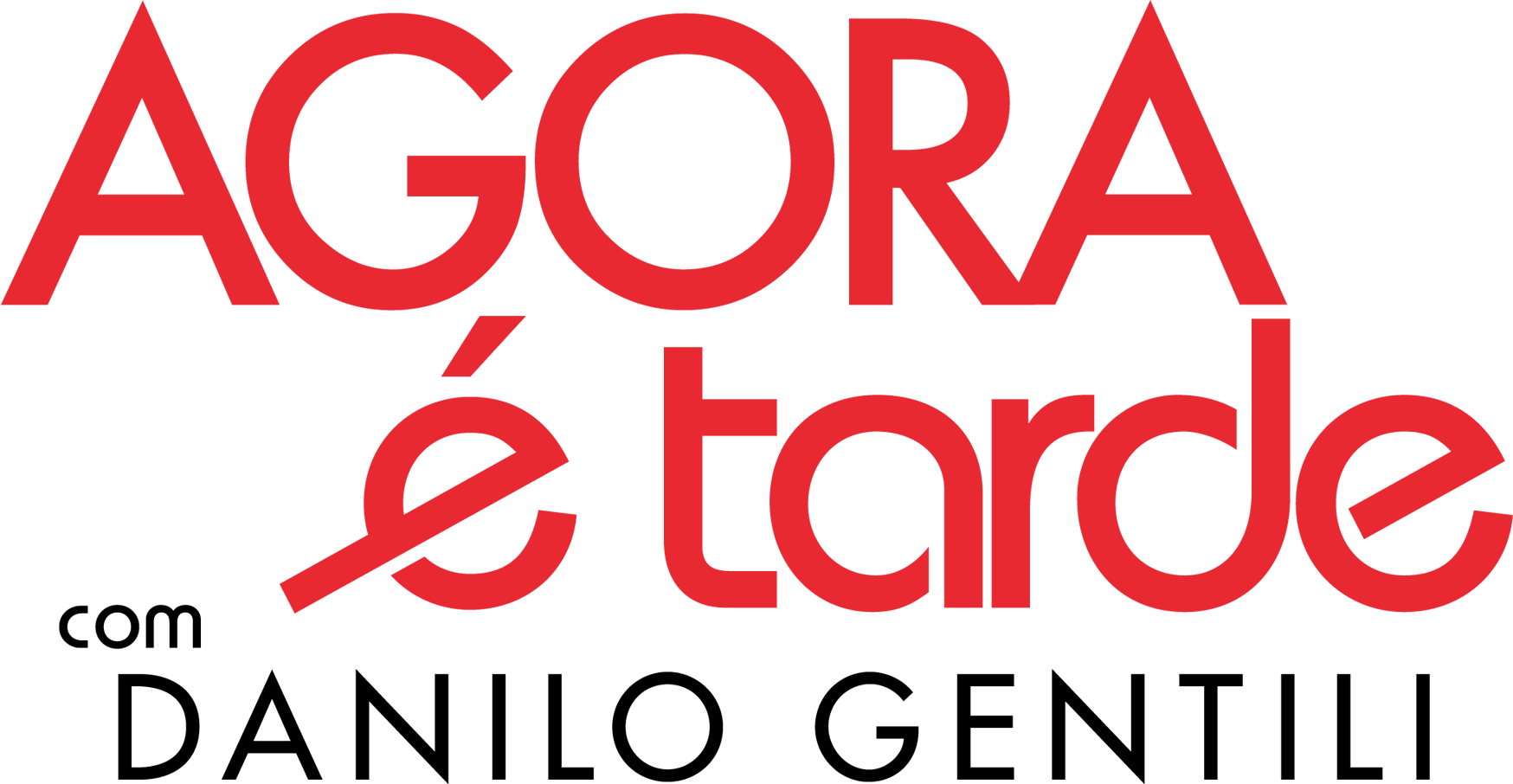
Logo do Agora É Tarde, usado no período em que Danilo Gentili apresentou o programa, entre 2011 e 2013

Em novembro de 2011, Gentili anunciou que sairia do CQC por conta de programa solo diário Agora É Tarde, um late show, cujo projeto foi criado pelo comediante e apresentado por ele para a Band quando ainda era integrante do programa CQC. Segundo o mesmo, sua agenda não iria conciliar os dois trabalhos. No último programa da temporada 2011, ele se despediu da atração sendo homenageado pelo programa no dia 20 de dezembro, Danilo terminou sua participação dizendo: "Eu tenho muito a agradecer a vocês". O seu programa, Agora É Tarde, estreou em 29 de junho de 2011 na Band e surpreendeu com a audiência e boas críticas. No elenco do talk-show estavam os humoristas Marcelo Mansfield, Murilo Couto e Léo Lins, além da banda Ultraje a Rigor. Meses após a estreia, devido aos índices de audiência o programa passou a ser exibido também na terça-feira, anteriormente transmitido apenas nas quartas e quintas.
Em 3 de outubro de 2011, em um trabalho paralelo na TV aberta, estreou como apresentador do Comedy Central Apresenta, exibido originalmente no canal pago VH1. Ele serviu como aquecimento para a estreia do canal Comedy Central Brasil meses após a estreia do programa. Produzido no Brasil pela Polar Filmes, o programa era gravado no Comedians e exibia humoristas de stand-up apresentando seus shows em uma duração de aproximadamente oito minutos. Danilo apresentou a primeira temporada que contou com oito episódios.
Em outubro de 2011, foi lançado seu primeiro jogo, O mundo vs Danilo Gentili, em parceria com a produtora Monster Juice. Nele, o jogador tem até cinco fases seu protagonista desafia seus entrevistados, fazendo com que eles declarem guerra a Danilo. O jogo levou o prêmio de primeiro lugar na categoria Game Mobile da Brasil Game Show (BGS). Em 16 de novembro de 2011, Danilo lançou o compilado Danilo Gentili: Volume 1 que possui apresentações em bares e teatro durante uma hora e meia, com distribuição da Universal Music. Ele também compôs a letra e melodia da música Ela Traiu o Rock and Roll, gravada pela banda Pedra Letícia em 2011.

### 2012–2013: Lançamento de livro, filme e contrato com o SBT

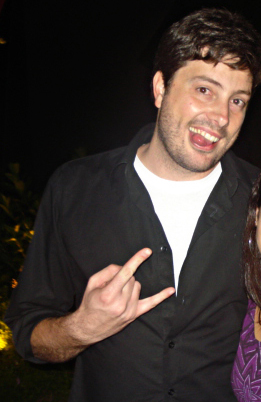
Danilo Gentili em fotografia tirada em dezembro de 2008

A segunda temporada do Agora É Tarde, iniciada em janeiro de 2012, marcou o início da transmissão do programa pelo rádio através da rede BandNews FM. Em abril, o programa passou a ser exibido nas sextas, em comemoração à sua 100ª edição.
Em junho de 2012, seu terceiro livro, A Vida e Outros Detalhes Insignificantes, é lançado pela editora Panda Books. O humorista escreve sobre costumes de sua família, detalhes de seus antigos relacionamentos, tudo em forma de piada. O livro mistura histórias reais do seu cotidiano e ideias usadas em alguns de seus shows de stand up.
Em 5 de setembro do mesmo ano, é anunciado que seu livro Como se Tornar o Pior Aluno da Escola terá uma adaptação para o cinema. Com título homônimo e dirigido por Fabrício Bittar, o filme ainda está em fase de pré-produção, que terá colaboração de Danilo como roteirista. Ele tem previsão de lançamento em abril de 2017. No final de 2012, Danilo apresentou o especial Os Fatos Espetaculares de 2012, uma retrospectiva cômica em forma de quiz game sobre os principais fatos do ano de 2012. Transmitido pela primeira vez pela Band, no dia 18 de dezembro de 2012.
Danilo estreou no cinema em Mato sem Cachorro. Convidado em 2009 para participar do elenco, o filme abriu em 2013 o Festival de Cinema do Rio de Janeiro com críticas positivas. O personagem de Danilo é um dos protagonistas ao lado de Bruno Gagliasso e Leandra Leal. De acordo com o portal R7, a "irreverência e o conforto do humorista nas telonas é tamanho que ele se deu ao direito de aparecer nu em cena." Danilo também colaborou com o roteiro do filme com diálogos adicionais. Conforme cita o canal Repórter, ‘’Danilo dá o tom de comédia no filme e garante boas risadas em praticamente todos os diálogos com o personagem de Bruno Gagliasso’’.
No filme, a personagem de Leandra Leal (Zoé), cansada da relação com o namorado Decó (Bruno Gagliasso), termina o namoro. O atrapalhado rapaz fica desiludido sem a namorada e sem o cachorro. Além de tudo isso ainda vê a ex namorado com outro homem e fica desempregado, então ele é incentivado pelo primo, Leléo a sequestrar Guto, o cachorro do casal. O filme foi visto por mais de 1 milhão de pessoas nos cinemas. Em junho de 2013, Gentili foi galardoado com a comenda "Soberana Ordem do Mérito do Empreendedor Juscelino Kubitschek", a qual foi concedida pelo Centro de Integração Cultural e Empresarial de São Paulo (CICESP), em solenidade realizada na Mansão Hasbaya, e também com o Mérito Artístico e Cultural pela Academia Brasileira de Ciências, Artes, História e Literatura. Por isso, para efeito cômico, se autoproclama o Comendador Gentili.
Em 2013, estreou o “Gameplay Omelete com Danilo Gentili” no YouTube, junto com o editor-chefe do site Omelete, Érico Borgo, onde eles jogam e comentam sobre os maiores lançamentos e clássicos dos videogames, nesse mesmo ano, é premiado com um Troféu HQ Mix na categoria "Fã de quadrinhos – personalidade". Em novembro, foi anunciado que Danilo iniciou o roteiro de uma série para a TV paga relacionada a política e que poderá ser exibido por um dos canais da rede Fox.
Depois de uma possível crise na emissora, o programa de Danilo também foi afetado pelos cortes em dezembro de 2013, fazendo com que sua edição de sexta fosse apenas exibida reprisada. Neste mesmo mês, a Band vetou a exibição do especial de Natal do programa em que reuniu convidados nonsense. Segundo alguns sites, pessoas ligadas a emissora consideraram o episódio de mau gosto pela data comemorativa.
Em 28 de dezembro de 2013, Danilo deixou a Band e assinou contrato com o SBT para comandar um talk show diário.

### 2014–2015: Estreia doThe Noite, quadro noJornal da ManhãeDroodles
Com sua equipe remanescente do antigo Agora É Tarde, com exceção de Marcelo Mansfield (que foi substituído por Diguinho Coruja), Danilo estreou no dia 10 de março de 2014, no SBT, o seu novo programa, o The Noite. O primeiro convidado foi o comediante Fábio Porchat. O programa superou as expectativas do SBT, melhorando de forma expressiva a audiência da emissora, marcando praticamente o dobro do que o SBT costumava alcançar nessa faixa de horário.
Após a estreia, o público e a mídia elogiaram o programa, dizendo que Danilo Gentili colocou o The Noite no mesmo nível dos late shows norte-americanos. Com mais estrutura e ideias criativas para realizar tudo o que deseja no SBT, Danilo começou a trilhar um caminho que o consolidará como o grande precursor do gênero no Brasil. O programa conseguiu quase o triplo de audiência do que seus concorrentes no mesmo horário.
Lançou ainda em 2014, o jogo de tabuleiro chamado Rei da Comédia. No jogo, que tem de 3 a 6 jogadores por partida, os jogadores serão comediantes em início de carreira participando de entrevistas, improvisos e diversas situações que simulem a subida de um humorista até o topo da profissão. No mesmo ano, lança a série Politicamente Incorreto, no canal pago FX, concorrendo com o horário eleitoral na TV aberta, na qual interpreta o desonesto deputado federal Atílio Pereira. No final do ano de 2014, Gentili foi responsável por emprestar a sua voz a personagem Paddington, da adaptação
da série de livros infantis de Michael Bond, o filme As Aventuras de Paddington.
Em fevereiro de 2015, Danilo Gentili esteve mais uma vez presente nas telas do cinema, em uma participação especial no filme Superpai. O que poucos sabem é que a caracterização do policial que ele atuou no filme foi uma homenagem do humorista ao filme Mad Max, onde o personagem principal também era um policial cego de um olho e com uma lateral dos cabelos grisalha.
Também no mês de fevereiro, o comediante anunciou a criação de um projeto de uma segunda casa de comédia, o The Comedy Club, situado na cidade de Orlando, no estado norte-americano da Flórida. A ideia surgiu durante uma viagem que Danilo fez em Orlando em 2009, quando observou que, fora os parques, não haviam atrações para os brasileiros que visitavam a cidade e que só falavam português. Uma de suas inspirações para o novo projeto é o Hard Rock Cafe, em pretende que a sua casa tenha uma experiência similar ao do café, mas com comédia como carro-chefe ao invés de música. O comediante Diogo Portugal, que trabalhou como guia turístico nos parques da Disney em Orlando, entrou como sócio no empreendimento.
Em abril, a rádio Jovem Pan contratou Gentili para fazer um quadro no seu Jornal da Manhã, um dos principais noticiários do meio radiofônico. No mês seguinte, estreou o Acorda, Danilo, um quadro em que a âncora do jornal, Rachel Sheherazade, ligava para Danilo, que fazia comentários sobre o noticiário do dia. A sua participação no programa acabou não sendo duradoura. Em resposta a um seguidor no Twitter, Gentili justificou que deixou de fazer o quadro por causa do horário do programa, que era muito cedo.
Em 2 de dezembro, lança um novo livro, chamado Droodles, com desenhos que faz durante o quadro Desenhos do Danilo em seu programa no SBT. Ainda no mesmo mês, atua, ao lado de Marlei Cevada, no especial de fim de ano Mansão Bem Assombrada. No especial, Danilo e Marlei interpretam respectivamente os fantasmas Bugabu e Mumuca, que vivem numa mansão que será alugada para alunos de um grupo de teatro. O especial foi ao ar no dia 29 de dezembro.

### 2016–2018: Lançamento dereality showe filmes
Com a estreia da terceira temporada do The Noite, em 7 de março de 2016, o programa faz a sua primeira troca de cenário desde a sua estreia, além de ganhar novos quadros. Para divulgar a nova temporada do talk show, o SBT criou anúncios interativos no YouTube, nos quais Danilo Gentili aparece pedindo para que os anúncios não fossem "trolados" pela pessoa que o visualizou. Caso o anúncio fosse "trolado", o elenco do The Noite sacaneia o apresentador. No final do mesmo mês, é lançado o seu mais novo jogo para dispositivos móveis com os sistemas operacionais iOS e Android, chamado de Corre, Danilo, Corre!. No mês de abril, o comediante faz uma participação especial na série Tempero Secreto, do canal pago GNT, estrelada por Alessandra Maestrini. Na série, Maestrini vive Cecília, uma ex-publicitária que decide abrir um restaurante com um detalhe incomum: o de servir apenas um prato. Já Danilo Gentili vive um médico no qual descreve como um personagem que "vive de saco cheio, um pouco babaca". As gravações da série foram feitas em fevereiro do mesmo ano. Em 20 de agosto, iniciam-se as gravações do longa metragem Como se Tornar o Pior Aluno da Escola, baseado no livro homônimo escrito por Danilo Gentili. O filme contará com os atores iniciantes Bruno Munhoz e Daniel Pimentel interpretado respectivamente os protagonistas Bernardo e Pedro, e também com Carlos Villagrán, que será o diretor Ademar, antagonista do longa. Também estarão no elenco do filme Moacyr Franco, Joana Fomm, Raul Gazolla, Rogério Skylab e Fábio Porchat, além do próprio Danilo Gentili.
Ainda no mesmo mês, no dia 23, estreia no Canal Sony o reality show Entubados, no qual os youtubers são confinados durante dois dias na semana, contando com provas envolvendo os seus respectivos canais no YouTube. Diferentemente de outros realities, o programa não conta com eliminações a cada episódio, criando um ranking com pontos para definir o vencedor. Na primeira temporada do reality, Lucas Lira foi o vencedor e ganhou uma viagem para os Estados Unidos para assistir o final da versão americana de The Voice. Ainda em 2016, Danilo Gentili dubla o personagem Gustavinho, protagonista da animação brasileira BugiGangue no Espaço. Ao lado de Fefa, dublado por Maisa Silva, e outros sete personagens, o longa metragem mostra as aventuras do clube Bugigange após uma nave alienígena cair em um local próximo a da cidade em que vivem na animação. O filme foi lançado nos cinemas a partir do dia 23 de fevereiro de 2017. Junto ao cineasta pernambucano Josias Teófilo, Danilo gravará o documentário O limite do humor, baseado em seu livro (ainda não publicado) sobre as tentativas de censura aos comediantes no Brasil.

### 2019: Influência no Twitter

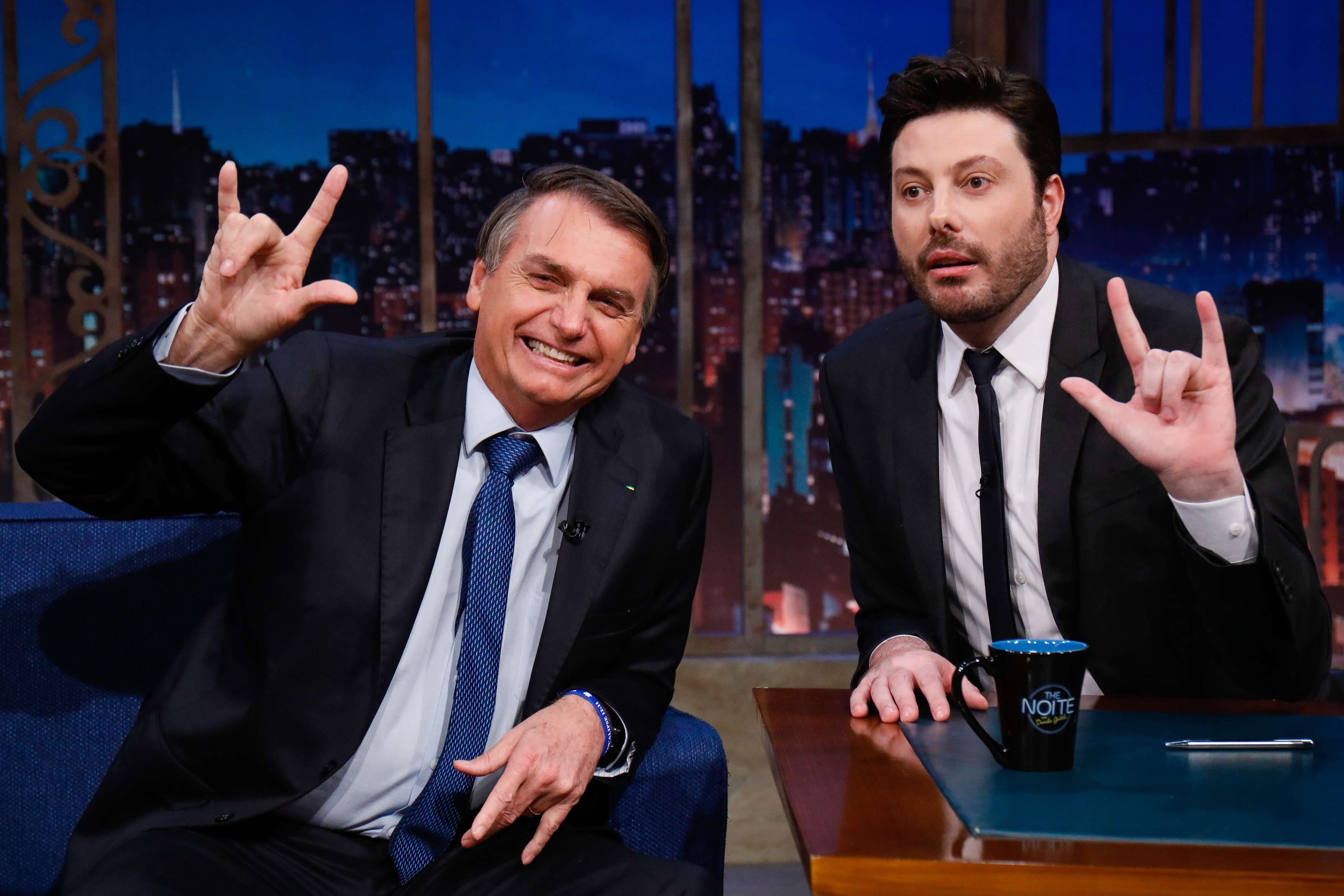
Gentili em entrevista com o Presidente da República, Jair Bolsonaro, em seu programa The Noite com Danilo Gentili em 2019.

Em dezembro de 2019, foi o único brasileiro que entrou na lista da empresa norte americana BrandWatch, como uma das pessoas mais influentes do Twitter.

### 2020 e 2021: Prêmio,Stand-Upe Da Gentili
Em outubro de 2020, juntou-se a Oscar Filho e Diogo Portugal e montaram um grupo de stand-up comedy chamado Stand-Up Raiz em cartaz desde então.
Em dezembro de 2020, Danilo Gentili foi escolhido a melhor iniciativa de Humor do Brasil, segundo votação do iBest, que premia as melhores iniciativas do universo digital brasileiro.
Em 2021 fundou o restaurante de comida ítalo-americano Da Gentili, que é assessorado pela franqueadora Giramondo Franchising.
"O Da Gentili serve comida gostosa, sem frescura e acessível. É o rango meio italianado que você encontra nas ruas das cidades dos Estados Unidos: sanduíche de almôndegas, pizza de pepperoni, carne cheia de cebola e pimentão", "Eu pirei quando conheci esse tipo de comida, uns 10 anos atrás. Sou moleque de Santo André, no ABC paulista, criado sem luxos. Já tinha 30 anos e trabalhava na TV quando pude fazer a primeira viagem internacional. E foi justamente para os Estados Unidos", "Achei sensacional que os americanos tenham acesso a uma variedade incrível de comidas de tudo quanto é lugar, por preços que todos podem pagar. Pus na cabeça que iria fazer algo assim no Brasil, coisa inédita. Quando chega aqui, a comida popular dos EUA vira modinha de playboy. Sem condição", "Eu sempre penso como consumidor. Só entro de cabeça naquilo que eu mesmo, o Danilo de Santo André, aprovaria. Foi assim com a comédia stand-up: comecei porque sentia falta desse gênero no Brasil. A mesma coisa com o talk show. Os programas tinham talk demais e muito pouco show. Queria mais entretenimento nessa parada!!" - Diz Danilo a uma entrevista pelo Giramondo.

### 2022–2023: Prêmio e Investimentos emComedy Club, vinhos, pretensões políticas,NFTs
Em fevereiro, inaugurou o My Fucking Comedy Club, um clube de stand-up comedy situado em São Paulo com programação semanal.
Em agosto, lançou uma linha de vinhos, o Putos – Tinto, Branco e Rosé, junto com seus amigos do Stand-up Raiz, Oscar Filho e Diogo Portugal. Em dois meses de lançamento, as vendas passaram a marca das 40 mil garrafas.
Em novembro, lançou sua estreia no mundo dos NFTs e Metaverso com um jogo com tema político. Intitulado “Brazuera”, o projeto do humorista consiste num país pós-apocalíptico, onde os jogadores poderão interagir e ditar os rumos deste país fictício. A valorização da NFT do apresentador chegou perto dos 600% além de ter batido o recorde nacional de vendas esgotando o primeiro lote em 6 horas.
No mesmo mês, venceu o Prêmio iBest como o Melhor em Humor no Brasil.
No Congresso do MBL de 2022, foi anunciada a pretensão de lançar Gentili como candidato a presidência em 2026, junto à criação de um partido próprio. Em janeiro de 2023, foi anunciada oficialmente sua pré-candidatura; apesar de especulações de sua desistência, o mesmo já afirmou em entrevistas sua pretensão.

## Imagem pública

### Visão política
Danilo se diz associado à defesa da liberdade do indivíduo contra toda espécie de autoridade, especialmente a estatal. O apresentador se diz crítico do governo e se intitula "antiestado." Faz críticas com humor, mas de maneira severa em seu programa e nas redes sociais. Satiriza em muito de seus trabalhos a política atual no Brasil e o descomprometimento dos governantes com a população.
Se diz contra a falta de liberdade de expressão e de qualquer tipo de censura. Diz acreditar que como é opositor declarado do estado algumas de suas piadas são mal interpretadas ou difamadas por apoiadores com visão política contrária a sua.
Algumas de suas frases sobre o governo:
- "Brasília é cidade de primeiro mundo, é tipo Las Vegas. Foi erguida no meio do deserto para quem quer ganhar dinheiro fácil."[140]
- "O voto é uma arma de massa; basta apertar um botão para 'f@#$%' um país inteiro."[140]
- "Num país onde culturalmente é bonito lucrar com a mentira, a verdade não diverte."[140]
- "É muito fácil identificar quem está contra você. Ele sempre aparece defendendo o governo."[140]

### Cobertura na mídia internacional
Danilo Gentili foi citado, em 2011, no jornal norte-americano The New York Times pelo seu trabalho de comediante no Brasil. Sobre o comediante, o New York Times disse: "Com seu rosto de bebê, e riso de menino pateta, o sr. Gentili, 31, é o terrível infante da comédia no Brasil. Construiu sua reputação com uma disposição de perguntar a celebridades — e, especialmente, políticos – questões consideradas embaraçosas, ultrajantes ou desrespeitosas. Em junho, tornou-se apresentador dum talk show de fim de noite numa rede nacional e a grande questão agora é: será que esse formato de sucesso irá domesticá-lo? Até agora, a resposta é ‘não’." E: "Danilo Gentili, sócio de um comedy club em São Paulo tem mais de um toque de Bill Maher nele, como mostrado por um DVD chamado ‘Politicamente Incorreto’. ‘Comediantes stand-ups no Brasil não são considerados artistas, somos comparados a punks tocando na garagem para ver o que acontece, e estou bem com isso’, disse Gentili, 32 anos, que acaba de ganhar um talk show de fim de noite na rede Bandeirantes."
O jornal britânico The Guardian também citou Danilo Gentili em duas matérias, lhe comparando com os comediantes Bill Maher, numa matéria de 2011, e com Jon Stewart, numa outra matéria publicada em 2012. No texto publicado por Tom Phillips, Danilo é citado como um comediante que lidera uma revolução no humor do país e como "um comediante altamente controverso, mas também muito popular que está abrindo caminho para stand up comedy na maior nação da América do Sul. É um homem que gosta de viver no limite". O jornal deu destaque paras as seguintes falas de Danilo: ”Nós ganhamos dinheiro desta forma. Se as pessoas ficam na TV eles vão ganhar mais dinheiro, melhor ainda. Mas se não, dane-se. Isso vai continuar acontecendo. Então, eles não devem obediência a ninguém.” “Em qualquer lugar do mundo as pessoas entendem que o papel do comediante é fazer piadas. Um dia entenderão que no Brasil também, espero”, disse ele. "The Rising Stars of World Standup" - "...Com a barba por fazer, boné e com seu habitual olhar cansado, ele é uma versão mais caipira do apresentador do The Daily Show, Jon Stewart. Seus textos não são sempre sutis (...), mas isso o ajudou a ganhar vários seguidores que acham que seu estilo descomprometido é uma ótima mudança de ares no cenário do humor".
Danilo Gentili foi destaque de outro artigo britânico, dessa vez da revista Prospect, que compara o comediante a Jon Stewart e diz que Danilo é o comediante que todos devem ficar de olho, sendo um dos responsáveis por ajudar o Brasil a igualar o peso econômico ao peso cultural. A alemã Manager Magazin — revista de negócios do grupo Der Spiegel, um dos mais importantes da Alemanha — ao destacar o avanço do mercado da tecnologia no Brasil, apresenta Gentili como um comediante influente na Internet, com mais de dois milhões de seguidores no Twitter. Também menciona uma piada feita pelo apresentador no dia 11 de agosto durante o Agora É Tarde, apresentando o I-Credo, "o primeiro tablet produzido no Brasil". Já a revista Forbes elegeu Gentili como um dos nomes que todos devem conhecer. Além de um breve histórico sobre o comediante e uma pequena entrevista, a revista destaca que Danilo na época era o maior fenômeno cômico do país. A mesma revista, em novembro de 2014, classificou o programa The Noite com Danilo Gentili como "o principal late-night talk show do Brasil".
Em um estudo dos acadêmicos Liriam Sponholz e Rogério Christofoletti, Gentili é considerado como o modelo de comediante que usa o discurso de ódio como estratégia de promoção midiática.

### Filantropia
Em fevereiro de 2020, Danilo Gentili entrou pessoalmente em contato para ajudar o garoto Luizinho, que teve sua história repercutida na imprensa após ser humilhado quando vendia doces no bairro de Buenos Aires, em Teresina, Piauí. Posteriormente o garoto ficou traumatizado após a casa de sua família ser assaltada, tendo os pertences pessoais, como o videogame e materiais de trabalho, sendo levados por bandidos. Danilo Gentili anunciou que irá ajudar com as doações da vaquinha online (que foi aberta no VOAA), além de doar um videogame ao menino.

## Filmografia

### Televisão
| Ano           | Título                           | Papel                       | Notas                                                      | Ref.            | Emissora              |
| ------------- | -------------------------------- | --------------------------- | ---------------------------------------------------------- | --------------- | --------------------- |
| 2008–2011     | Custe o Que Custar               | Ele mesmo (repórter)        |                                                            | [ 47 ]          | Rede Bandeirantes     |
| 2008          | Grammy Latino de 2008            | Ele mesmo                   | Especial                                                   | [ 156 ]         | Rede Bandeirantes     |
| 2011–2013     | Agora É Tarde com Danilo Gentili | Ele mesmo (apresentador)    | 435 episódios; também criador                              | [ 32 ]          | Rede Bandeirantes     |
| 2011          | Comedy Central Apresenta         | Ele mesmo (apresentador)    | 8 episódios                                                | [ 54 ]          | Comedy Central Brasil |
| 2012          | A Liga                           | Ele mesmo (repórter)        | Episódio: "Viver do Prazer"                                | [ 157 ]         | Rede Bandeirantes     |
| 2012          | Custe o Que Custar               | Ele mesmo (co-apresentador) | 1 episódio                                                 | [ 158 ]         | Rede Bandeirantes     |
| 2012          | O Riso dos Outros                | Ele mesmo                   | Documentário                                               | [ 159 ]         | TV Câmara             |
| 2012          | Os Fatos Espetaculares de 2012   | Ele mesmo (apresentador)    | Especial                                                   | [ 67 ]          | Rede Bandeirantes     |
| 2014–presente | The Noite com Danilo Gentili     | Ele mesmo (apresentador)    | +1600 episódios; também criador                            | [ 82 ]          | SBT                   |
| 2014          | Politicamente Incorreto          | Atílio Pereira              | Protagonista; também criador e produtor                    | [ 160 ]         | FX (Brasil)           |
| 2014          | É Natal, Mallandro!              | Ele mesmo                   | Especial                                                   | [ 161 ]         | SBT                   |
| 2015          | Mansão Bem Assombrada            | Bugabu                      | Especial                                                   | [ 106 ]         | SBT                   |
| 2016          | Tempero Secreto                  | Médico                      | 4 episódios                                                | [ 111 ]         | GNT                   |
| 2016          | Entubados                        | Ele mesmo (apresentador)    | 14 episódios                                               | [ 162 ]         | Sony Channel          |
| 2016          | Procurando Casseta & Planeta     | Ele mesmo                   | Episódio: "Juntos Outra Vez"                               | [ 163 ]         | Multishow             |
| 2017          | A História Bêbada                | Ele mesmo (apresentador)    | 8 episódios                                                | [ 164 ]         | Comedy Central Brasil |
| 2017          | Bake Off SBT                     | Ele mesmo (co-apresentador) | Especial                                                   | [ 165 ]         | SBT                   |
| 2018          | Bake Off SBT 2                   | Ele mesmo (co-apresentador) | Especial                                                   |                 | SBT                   |
| 2019          | Bake Off SBT 3                   | Ele mesmo (co-apresentador) | Especial                                                   | [ 166 ]         | SBT                   |
| 2021          | Meu amigo Bussunda               | Ele mesmo                   |                                                            | [ 167 ]         | Globoplay             |
| 2021          | Exterminadores do Além           | Jack                        | 10 episódios; também criador, roteirista, autor e produtor | [ 168 ] [ 169 ] | SBT                   |

### Cinema
| Ano  | Título                                               | Papel            | Notas                                 | Ref.    |
| ---- | ---------------------------------------------------- | ---------------- | ------------------------------------- | ------- |
| 2010 | Podia Ser Pior                                       | Danilo           |                                       | [ 170 ] |
| 2013 | Mato sem Cachorro                                    | Leléo            | Também colaborador                    | [ 171 ] |
| 2014 | As Aventuras de Paddington                           | Paddington (voz) |                                       | [ 172 ] |
| 2015 | Superpai                                             | Policial         |                                       | [ 93 ]  |
| 2017 | BugiGangue no Espaço                                 | Gustavinho (voz) |                                       | [ 122 ] |
| 2017 | Como se Tornar o Pior Aluno da Escola                | Pior Aluno       | Também criador, produtor e roteirista | [ 173 ] |
| 2018 | Os Exterminadores do Além contra a Loira do Banheiro | Jack             |                                       | [ 174 ] |
| 2025 | Uma Advogada Brilhante                               | Juiz de Família  | [ 175 ]                               |         |

### Documentário
- Qual o limite do humor?[176]

## Teatro
| Ano           | Título                          | Notas                                                                                   | Ref.    |
| ------------- | ------------------------------- | --------------------------------------------------------------------------------------- | ------- |
| 2005–2011     | Clube da Comédia Stand-Up       | Comediante e autor                                                                      | [ 177 ] |
| 2006–2009     | Comédia ao Vivo                 | Criador, comediante e autor                                                             | [ 8 ]   |
| 2007–2008     | Circuito Baviera Premium        | Comediante e autor                                                                      | [ 8 ]   |
| 2008          | Divina Comédia                  | Criador, comediante e autor                                                             | [ 8 ]   |
| 2008–2011     | Volume 1                        | Show solo de comédia stand-up; comediante e autor; também lançado em DVD                | [ 57 ]  |
| 2010          | Politicamente Incorreto         | Show solo de comédia stand-up sobre política; comediante e autor; também lançado em DVD | [ 42 ]  |
| 2016          | Danilo Gentili: Stand-Up Comedy | Show solo de comédia stand-up; comediante e autor                                       | [ 178 ] |
| 2018          | Politicamente Incorreto 2018    | Show solo de comédia stand-up sobre política; comediante e autor                        | [ 179 ] |
| 2020-presente | Stand-up Raiz                   | Show de stand-up com Oscar Filho e Diogo Portugal                                       |         |

## Rádio
| Ano  | Título          | Papel                    | Notas       | Ref.    |
| ---- | --------------- | ------------------------ | ----------- | ------- |
| 2015 | Jornal da Manhã | Ele mesmo (comentarista) | 7 programas | [ 180 ] |

## Videogames
| Ano  | Título                    | Ref.    |
| ---- | ------------------------- | ------- |
| 2011 | O Mundo vs Danilo Gentili | [ 181 ] |
| 2016 | Corre, Danilo, Corre!     | [ 110 ] |

## Cartunista
- 2009 – Mad – cartunista e roteirista[10]

## Livros
| Ano  | Título                                                | Notas              | Ref.   |
| ---- | ----------------------------------------------------- | ------------------ | ------ |
| 2009 | Como se Tornar o Pior Aluno da Escola, Panda, 2009    | autor e ilustrador | [ 29 ] |
| 2010 | Politicamente Incorreto, Panda, 2010                  | autor e ilustrador | [ 43 ] |
| 2012 | A Vida e Outros Detalhes Insignificantes, Panda, 2012 | autor e ilustrador | [ 62 ] |
| 2015 | Droodles, Panda, 2015                                 | autor e ilustrador |        |

## Prêmios e indicações
| Ano  | Prêmio                           | Categoria                             | Trabalho                         | Resultado | Ref.    |
| ---- | -------------------------------- | ------------------------------------- | -------------------------------- | --------- | ------- |
| 2008 | Prêmio Extra de Televisão        | Melhor Revelação Masculina            | Custe o Que Custar               | Indicado  | [ 182 ] |
| 2009 | MTV Video Music Brasil           | Twitter do Ano                        | —                                | Indicado  | [ 183 ] |
| 2011 | O Globo                          | Melhor Apresentador                   | Agora É Tarde com Danilo Gentili | Venceu    | [ 184 ] |
| 2011 | Prêmio Melhores da Revista da TV | Melhor Apresentador da TV Aberta      | Agora É Tarde com Danilo Gentili | Venceu    | [ 185 ] |
| 2012 | Prêmio Quem de Televisão         | Melhor apresentador                   | Agora É Tarde com Danilo Gentili | Indicado  | [ 186 ] |
| 2012 | Meus Prêmios Nick                | Apresentador de TV                    | Agora É Tarde com Danilo Gentili | Indicado  | [ 187 ] |
| 2013 | Meus Prêmios Nick                | Apresentador de TV                    | Agora É Tarde com Danilo Gentili | Indicado  | [ 188 ] |
| 2013 | Prêmio Extra de Televisão        | Melhor apresentador                   | Agora É Tarde com Danilo Gentili | Indicado  | [ 189 ] |
| 2014 | Troféu Imprensa                  | Melhor Apresentador ou Animador de TV | The Noite com Danilo Gentili     | Indicado  | [ 190 ] |
| 2014 | Meus Prêmios Nick                | Humorista Favorito                    | The Noite com Danilo Gentili     | Indicado  | [ 191 ] |
| 2014 | Prêmio Extra de Televisão        | Melhor Apresentador                   | The Noite com Danilo Gentili     | Indicado  | [ 192 ] |
| 2014 | Prêmio Quem de Televisão         | Melhor Apresentador                   | The Noite com Danilo Gentili     | Indicado  | [ 193 ] |
| 2014 | Melhores do Ano NaTelinha        | Melhor Entrevistador                  | The Noite com Danilo Gentili     | Venceu    | [ 194 ] |
| 2014 | Troféu Internet                  | Melhor apresentador                   | The Noite com Danilo Gentili     | Indicado  |         |
| 2015 | Troféu Internet                  | Melhor apresentador                   | The Noite com Danilo Gentili     | Indicado  |         |
| 2016 | Troféu Internet                  | Melhor apresentador                   | The Noite com Danilo Gentili     | Indicado  |         |
| 2017 | Troféu Internet                  | Melhor apresentador                   | The Noite com Danilo Gentili     | Indicado  | [ 195 ] |
| 2017 | Prêmio Jovem Brasileiro          | Apresentador ou Repórter da TV        | The Noite com Danilo Gentili     | Indicado  |         |
| 2018 | Prêmio Jovem Brasileiro          | Apresentador                          | The Noite com Danilo Gentili     | Indicado  | [ 196 ] |
| 2019 | Prêmio Jovem Brasileiro          | Apresentador                          | The Noite com Danilo Gentili     | Indicado  | [ 197 ] |
| 2019 | Troféu Internet                  | Melhor apresentador                   | The Noite com Danilo Gentili     | Indicado  | [ 198 ] |
| 2022 | Prêmio iBest                     | Humor                                 | Danilo Gentili                   | Venceu    | [ 199 ] |
| 2022 | Prêmio iBest                     | Influenciador Twitter                 | Danilo Gentili                   | TOP3      | [ 199 ] |
| 2023 | Prêmio iBest                     | Apresentadores de TV/Streaming        | Danilo Gentili \| The Noite      | TOP3      | [ 200 ] |
| 2023 | Prêmio iBest                     | Influenciador Twitter                 | Danilo Gentili                   | Venceu    | [ 200 ] |
| 2023 | Prêmio iBest                     | Influenciador de Opinião              | Danilo Gentili                   | TOP3      | [ 200 ] |
| 2023 | Prêmio iBest                     | Influenciador São Paulo               | Danilo Gentili                   | Venceu    | [ 200 ] |
| 2023 | Prêmio iBest                     | Humor                                 | Danilo Gentili                   | Venceu    | [ 200 ] |

## Condecorações
- Comenda Soberana Ordem do Mérito do Empreendedor Juscelino Kubitschek (CICESP)[201]
- Mérito Artístico e Cultural pela Academia Brasileira de Ciências, Artes, História e Literatura[202]